# Tuscaloosa
Tuscaloosa – miasto w Stanach Zjednoczonych, w stanie Alabama, nad rzeką Black Warrior.
Od 1818 r. w mieście działa uniwersytet.

## Gospodarka
W mieście rozwinął się przemysł spożywczy, gumowy, papierniczy oraz włókienniczy.

## Demografia
W 2006 roku ludność miasta wynosiła 83 057 mieszkańców, a zespołu miejskiego 116 324 mieszkańców. W roku 2023 liczba mieszkańców wzrosła do 111 338 osób (5. co do wielkości miasto stanu Alabama), a gęstość zaludnienia do 644,3 osoby/km².

## Miasta partnerskie
- Narashino